# Adolf Sperling
Adolf Sperling (ur. 22 września 1882 w Labes, zm. 11 listopada 1966 w Berlinie-Wilmersdorf) – był niemieckim prawnikiem i urzędnikiem, burmistrzem miast Schwersenz i Deutsch Krone, prezydentem (Oberbürgermeister) miasta Quedlinburg.

## Kariera
- Ukończył gimnazjum w Culm
- Studiował prawo w Jenie
- W czasie studiów został w 1903 członkiem bractwa Germania Jena
- Po studiach został burmistrzem miasta Schwersenz
- Od 1917 był pierwszym burmistrzem miasta Deutsch Krone
- W czasie jego działalności w Deutsch Krone miasto znacznie się rozrosło[3]
- Od 1933 do 1934 był prezydentem Quedlinburga
- W 1937 Sperling opuścił urząd w nieznanych okolicznościach
- W 1951 roku opublikował historię miasta i powiatu w „Deutsch Kroner Heimatbrief”
- W 1955 został honorowym członkiem berlińskiego bractwa studenckiego